# Dry River (Mitchell River)
Der Dry River ist ein Fluss in der Region Far North Queensland im Nordosten des australischen Bundesstaates Queensland.

## Geographie
Der Fluss entspringt etwa 150 Kilometer westnordwestlich von Cairns in den Atherton Tablelands, einem Teil der Great Dividing Range. Er fließt in vielen Mäandern nach Nordwesten und mündet nach rund 34 Kilometern zwischen den Siedlungen St. George Outstation und Mount Mulgrave in den Mitchell River.